# Список замків Чорногорії
Цей список включає в себе основну масу замків, фортець та оборонних веж на території сучасної Чорногорії, колишньої Югославської республіки, часів середньовіччя та пізніших періодів.

## Основний список
| Зображення | Назва                               | Оригінал назви                       | Дата будівництва                                    | Місцезнаходження | Спорудник                             | Інші відомості |
| ---------- | ----------------------------------- | ------------------------------------ | --------------------------------------------------- | --- | ------------------------------------- | --- |
|            | Фортеця "Старого Бару"              | серб. Стари Град Бар; лат. Antibaris | Орієнтовно XII ст.                                  | Місто Бар | Слов'янські племена                   | Фортеця Старого Бару є історичним центром граду, відомого з IX ст. Руїни древніх укріплень (місто зруйноване у 1878 р.) знаходяться на скелястій рівнині у підніжжя г. Румія, за 4 км від моря. Усього на території, оточеній мурами, близько 240 споруд. |
|            | Фортеця Біхор                       | серб. Бихор                          | Початок XV ст.                                      | Община Беране, 10 км на північ від однойменного міста | Сербська деспотовина                  | Нині повністю у руїнах. |
|            | Фортеця Брсково                     | серб.Брсково                         | XIII-XIV ст.                                        | Община Мойковац, 6 км на схід від однойменного міста | Рагузька республіка                   | Лежить на висоті 1200 м на рівнем моря. |
|            | Фортеця "Старої Будви" ("Цитадель") | серб. Стари град Будва; лат. Butua   | XV ст.                                              | Місто Будва | Венеційська республіка                | Фортеця розташована у південній частині скелястого рифу, що раніше був островом, нині пов'язаним із континентом. Вона сильно постраждала під час землетрусу 1978 р.                                                                                       |
|            | Которська фортеця (Декатор)         | серб. Которска тврђава               | Перманентне будівництво тривало починаючи з IX ст.  | Місто Котор |                                       | Фортеця — це стіни, що оточують місто, піднімаючись від затоки схилом пагорба, на кутах яких міститься декілька башт-донжонів. |
|            | Жабляк Црноєвича (Фортеця Жабляк)   | серб. Жабљак Црнојевића              | X ст.                                               | Місто Цетинє | Воїславлевичі                         | Отримала свою назву будучи резиденцією Стефана та Івана Црноєвичів. |
|            | Медун (Метеон, Медеон)              | серб. Медун                          | IV-III ст. до н.е. (вперше згадується Тітом Лівієм) | Поселення Кучі, община Подгориця | Іллірійські племена                   | Чорногорський герой XIX ст. з клану (племені) Кучі похований в акрополі на території фортеці. |
|            | Фортеця Мамула                      | серб. Мамула                         | середина XIX ст.                                    | Невеличкий острів Мамула (200 м у діаметрі), що лежить в Адріатичному морі між хорватським півостровом Превлака та чорногорським — Луштиця, на вході до Которської затоки | Австро-Угорський генерал Лазар Мамула | Під час Другої світової тут розміщувалась італійська в'язниця. |
|            | Оногошт                             | серб. Оногошт                        | IV ст. н.е.                                         | Поблизу міста Никшич | Слов'янські племена                   | |
|            | Пірлітор                            | серб. Пирлитор                       | Період середньовіччя                                | Гора Дурмітор, община Жабляк, над каньйоном річки Тара |                                       | Фортеця розташована на висоті 1450 м над рівнем моря. Згадується як володіння Воєводи Момчила у народній пісні "Весілля короля Вукашина". |